# Železniční trať Kosovo Polje – Peć

Železniční síť v Kosovu. Západní část červeně vyznačené trasy je trať Kosovo Polje–Peć.

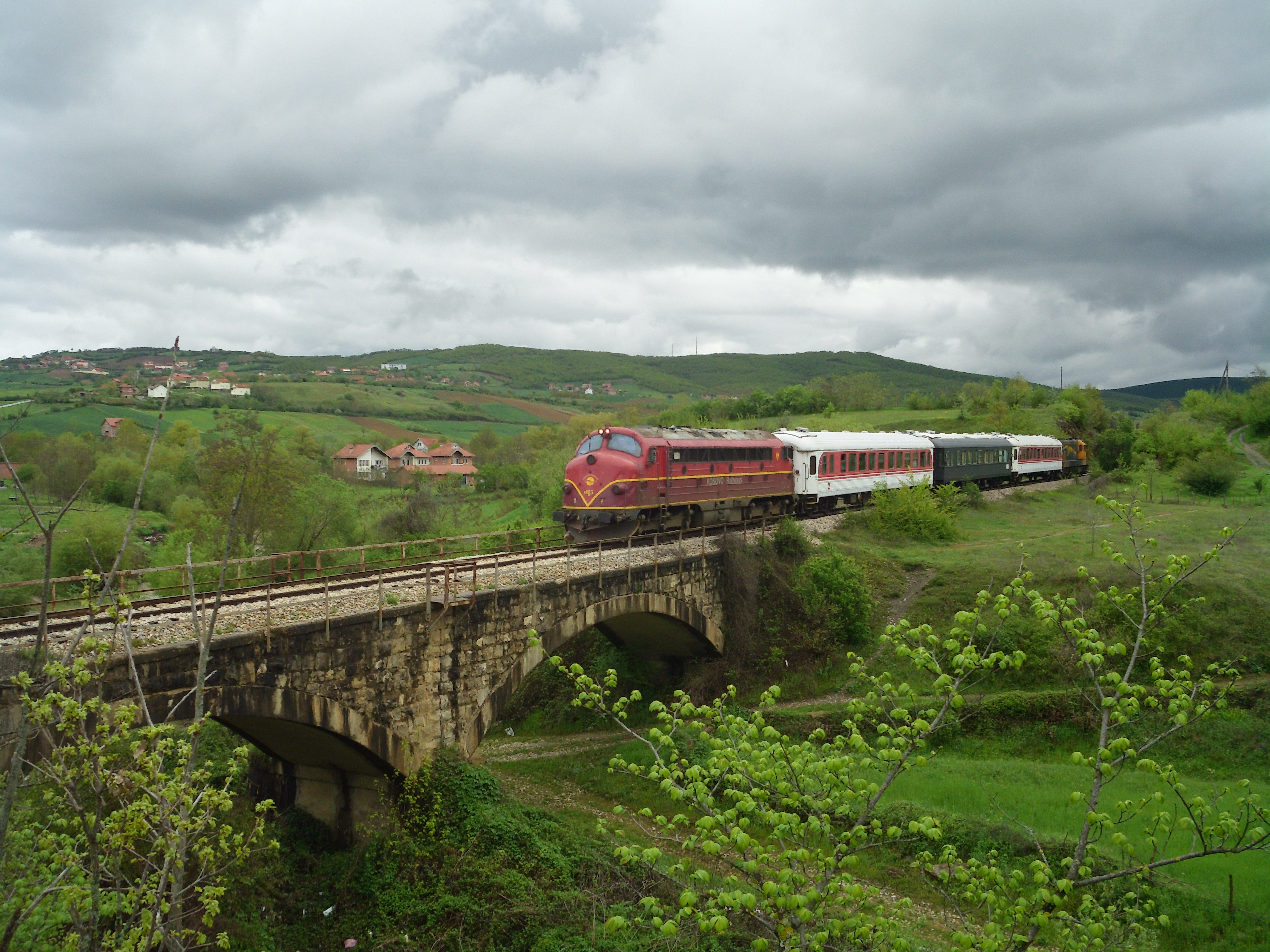
Vlak na trati z Kosova Polje do Peći nedaleko Kliny.

Železniční trať Kosovo Polje–Peć (albánsky Hekurudha Fushë Kosovë-Pejë, srbsky Железничка пруга Косово Поље–Пећ/Železnička pruga Kosovo Polje–Peć) zajišťuje spojení nádraží Kosovo Polje u Prištiny s městem Peć na západě Kosova. Trať, která je vedena velkou část své trasy v údolí řeky Drenici a poté v rovinatém terénu, má celkovou délku 81 km. Na východní straně se napojuje na zbytek kosovské železniční sítě; ve městě Klina z ní odbočuje další trať směrem do Prizrenu. 
Trať má rozchod kolejí 1435 mm a není elektrifikována.

## Historie
Trať byla budována ve 30. letech 20. století. Slavnostně byla otevřena dne 12. července 1936. Výstavbu trati do města Peć zajistila společnost Société de construction des Batignolles. Cílem budování trati bylo zajistit pro jugoslávské hospodářství přístup k dolům a přírodnímu bohatství tehdy těžce nerozvinutého Kosova. 
Trať byla vyprojektována v období let 1926-1930. Měla pokračovat nadále na západ horským terénem do města Andrijevica v Černé Hoře. Vzhledem k tomu, že tehdejší jugoslávské království na tom nebylo ekonomicky zrovna nejlépe, a půjčky získávalo těžko, rostly náklady na výstavbu nových tratí natolik, že bělehradská vláda byla nucena redukovat některé smělé plány na nové železnice v Jugoslávii. Zrušeny tak byly některé ambiciozní plány, včetně komplexní sítě tratí v Černé Hoře, a budovaná trať na Kosovu byla nakonec ukončena v Peći. 
Vzhledem ke komplikovaným ekonomickým poměrům v Kosovu trať nikdy nebyla rekonstruována[zdroj?] a proto se provoz na ní pro osobní dopravu ukázal být ve srovnání se silniční dopravou nekonkurenceschopný. Na začátku 21. století byla po dlouhou dobu trať v provozu pouze pro nákladní dopravu. Hlavními podniky, které využívají kapacitu tratě, jsou závod Ferronikeli v Glogovaci a pivovar Peja v Peći. 

## Stanice
Některá nádraží byla během války v Kosovu zničena, a tak se počet zastávek na trati po její obnově snížil. 
- Kosovo Polje (Fushë Kosovë)
- Veliki Belačevac (Bardh i Madh)
- Glogovac (Drenas)
- Pograđe (Pogragja)
- Klina (Klinë)
- Peć (Peja)